# Banyutengah
Banyutengah is een bestuurslaag in het regentschap Gresik van de provincie Oost-Java, Indonesië. Banyutengah telt 2650 inwoners (volkstelling 2010).